# Paddy (Ethnophaulismus)
Paddy (britische Aussprache: [ˈpadi], amerikanische und irische Aussprache: [ˈpædi]) ist ein scherzhaft bis abwertend gebrauchter Spitzname für einen Iren.

## Geschichte und Gebrauch

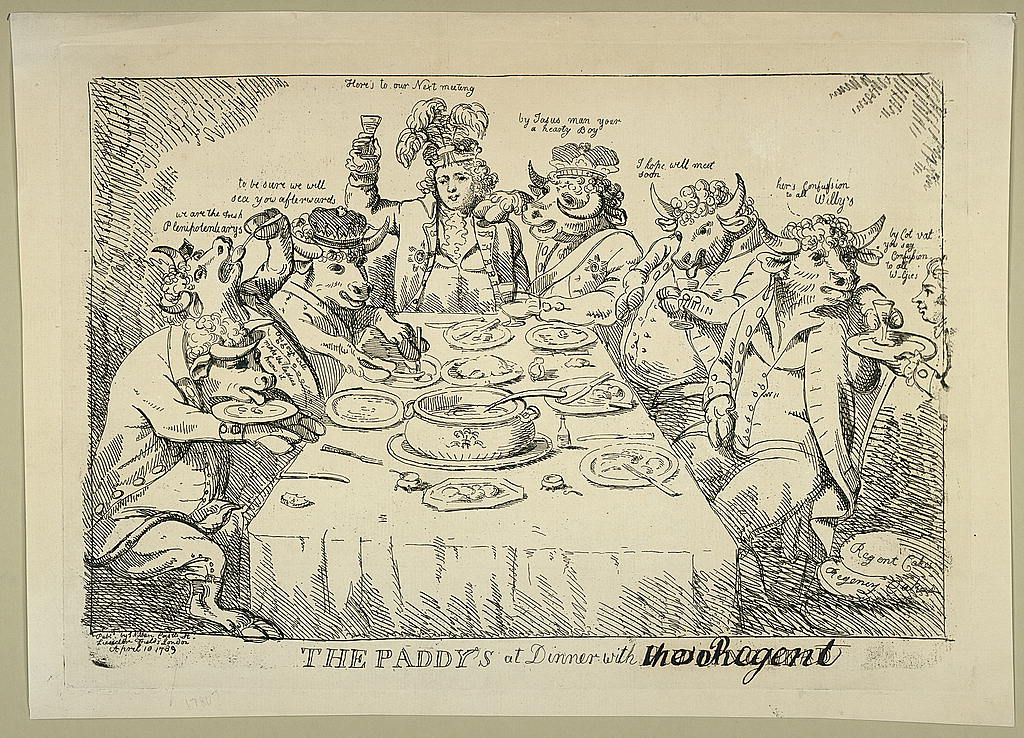
The Paddy's at Dinner with Puddinghead – diese englische Karikatur von 1789 zeigt den damaligen Prince of Wales und späteren König Georg IV. (geschmäht als „Puddingkopf“) umgeben von seinen als Rindviecher gezeichneten irischen Getreuen.

Der Spitzname geht auf den Vornamen „Paddy“ zurück, eine im irischen Englisch gebräuchliche Kurz- oder Koseform des in Irland weit verbreiteten Namens Patrick. Im Irischen (Gälischen) entspricht ihm die Form Páidín, kurz für Pádraig. Mittelbar bezieht er sich auf Patrick von Irland, den National- und Schutzheiligen des Landes, dem auch die Popularität des Namens in Irland geschuldet ist. Das Oxford English Dictionary verzeichnet als Erstbeleg für die Verwendung als Spitzname für einen Iren ein Gedicht aus Richard Steeles Poetical Miscellanies (1714).
Auch die entsprechenden Spitznamen für die Einwohner der anderen Landesteile Großbritanniens leiten sich von Vornamen ab: „Taffy“ als Bezeichnung für Waliser und „Jock“ für Schotten. Engländer, insbesondere englische Soldaten, werden seit dem Ersten Weltkrieg häufig als „Tommy“ tituliert, wobei sich dieser Begriff auch unabhängig von der Herkunft auf einen Soldaten der britischen Streitkräfte bezieht. Wie diese Bezeichnungen wird auch „Paddy“ liebevoll bis scherzhaft verwendet, kann aber auch als abwertend und beleidigend aufgefasst werden, also als Ethnophaulismus. Dies ist besonders der Fall, wenn er sich mit den seit Jahrhunderten tradierten Vorurteilen gegenüber Irland und den Iren verbindet; mehr noch als die Waliser galten und gelten die Iren vielen Engländern oft als geradezu unzivilisiertes Volk, als dumm, faul, verroht, versoffen, jähzornig und geschwätzig. Dieser anti-irische Rassismus und mit ihm der Spitzname Paddy verbreitete sich besonders im 19. Jahrhundert mit der Emigration von Millionen verarmter Iren auch in den Vereinigten Staaten und andernorts. In einer im Jahr 2010 veröffentlichten Erhebung zur Wahrnehmung von Ethnophaulismen rangierte „Paddy“ auf einer Skala von 0 bis 10 mit einem Wert von 2.88 in der Akzeptanz weit hinter „Taffy“ (5.15), „Tommy“ (4.60) und „Jock“ (4.38) und nur knapp vor „Sauerkraut“ (2.80) als spöttische Bezeichnung für Deutsche. Als noch anstößiger werden die ebenfalls seit langem im anti-irischen Schriftgut verbreiteten Anspielungen auf die irischen Torfmoore empfunden, also etwa peat-digger, peat-bogger und turf-cutter (zwischen 2.83 und 2.43) sowie bogger, bog-trotter und bog-rat (zwischen 2.29 und 1.57), außerdem der seit der Großen Hungersnot der Jahre 1845–1849 sehr belastete Topos des „Kartoffelessers,“ der sich in Spottnamen wie spud (2.50) und potato-eater (2.13) äußert.
Daneben gibt es noch zahlreiche weitere Spottnamen für Iren, zu nennen ist noch die erstmals 1850 dokumentierte und bis ins 20. Jahrhundert vor allem in Amerika verbreitete Bezeichnung „Mick“, auch „Mickey“; sie ist jedoch zunehmend ungebräuchlich geworden und wird auch nicht mehr als allzu beleidigend empfunden (3.88). Der Linguist Irving Lewis Allen führt in seiner Studie The Language of Ethnic Conflict (1983) allein für das amerikanische Englisch 55 mehr oder minder beleidigende Ethnophaulismen für Iren auf; nur für die schwarze (afroamerikanische) und die jüdische Minderheit verzeichnet er ein noch größeres Repertoire an Schimpfwörtern.
Von Paddy als abschätziger Bezeichnung für Iren dürfte sich auch die seit dem frühen 20. Jahrhundert im amerikanischen Englisch verbreitete Slang-Ausdruck „paddy waggon“, „Polizei-Mannschaftswagen, ‚Wanne‘“ herleiten.